# Opération Gertrude

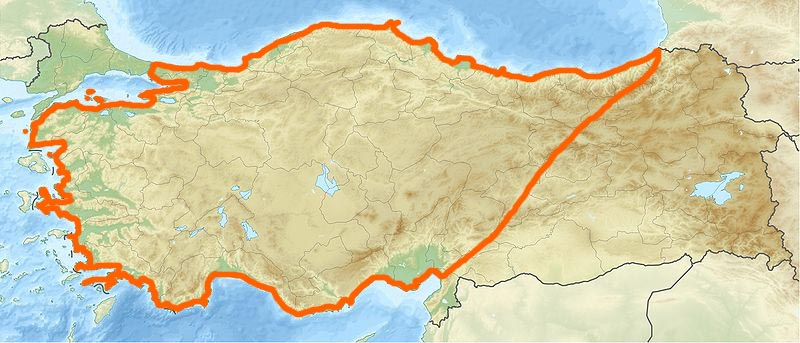
Limite de l’Anatolie au sein de la Turquie.

L’opération  Gertrude est un plan allemand d’invasion de la Turquie lors de la Seconde Guerre mondiale. Bien que l’Allemagne nazie ait signé un pacte de non-agression avec la Turquie en 1941, juste avant l’opération Barbarossa, Adolf Hitler était résolu à conquérir l’Anatolie, dans le cadre de la planification d’une Grande-Arménie dans le Caucase. En fin de compte, Hitler, en sécurisant le flanc sud du Caucase, voulait se garantir l’accès au pétrole de l’Azerbaïdjan.

## Contexte politique

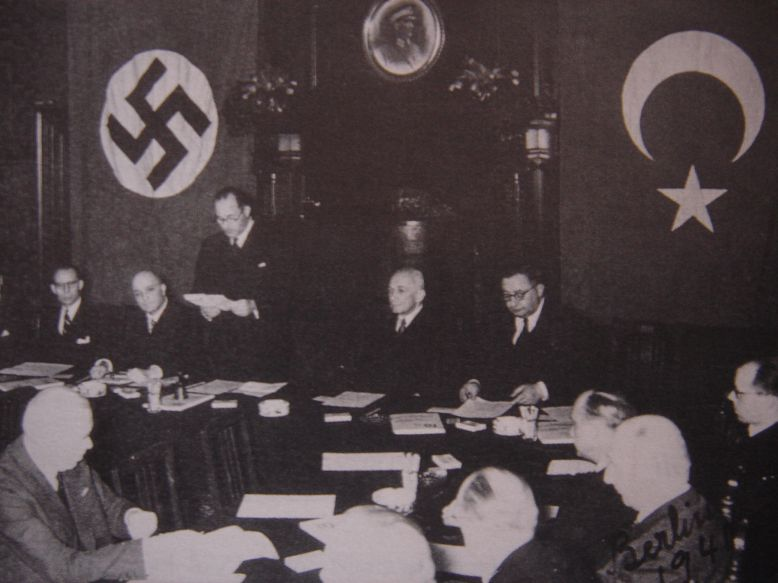
Signature du pacte d’amitié turco-allemand le 18 juin 1941 à Ankara.

Après le déclenchement de la Seconde Guerre mondiale en 1939, Ismet Inönü, président de la république de Turquie, poursuit une politique de neutralité et tente de tenir le pays à l'écart du conflit. Le pays entretient des relations avec les deux parties belligérantes (l'Axe et les Alliés) et acquiert des équipements militaires. Le Troisième Reich tente toutefois par la diplomatie d'éloigner la Turquie du Royaume-Uni.
Le 1er mars 1941, la Bulgarie, souhaitant acquérir les régions où vivaient des communautés bulgarophones en Grèce (Macédoine orientale et Thrace) et en Yougoslavie (Macédoine du Vardar) signe le Pacte tripartite et rejoint officiellement les puissances de l'Axe. Le 4 mars, Franz von Papen transmet une lettre d'Adolf Hitler adressée à Inönü. Dans sa lettre, Hitler écrit qu'« il n'est pas responsable du déclenchement de la guerre et n'a pas l'intention d'attaquer la Turquie ». Il souligne en outre « qu'il ordonne à ses troupes en Bulgarie de rester loin de la frontière turque pour qu'on n'interprète pas mal leur présence ». Il y propose un pacte de non-agression à la Turquie.
Un coup d'État militaire lancé le 1er avril 1941 par Rachid Ali al-Gillani renverse le régime pro-britannique en Irak. Les quatre généraux putschistes collaborent étroitement avec les services de renseignements nazis et acceptent l'aide militaire de l'Allemagne. Hitler demande à la Turquie la permission de passer par le territoire turc afin de fournir une aide militaire à l'Irak. En échange, le gouvernement turc exige certaines rectifications de sa frontière avec l'Irak. Pendant ces négociations, les forces britanniques attaquent l'Irak à partir du 18 avril et restaurent le régime de l'émir Abdelilah ben Ali el-Hachemi, régent du roi Fayçal II d'Irak, alors âgé de quatre ans, le 3 juin.
Le Troisième Reich et la Bulgarie envahissent la Yougoslavie et la Grèce du 6 au 17 avril : la Wehrmacht et la Luftwaffe demandent au gouvernement bulgare la permission de se déployer aussi sur ses frontières, qui leur est accordée. La Bulgarie annexe les régions grecques et yougoslaves qu'elle revendiquait, à une exception près, le département grec de l'Évros, frontalier de la Turquie, directement administré par l'Allemagne.
Hitler demande un plan d'invasion de la Turquie à partir du département de l'Évros mais aussi par air et par mer. Toutefois, les états-majors allemands soulignent la complexité d'une telle opération si loin de ses bases, alors que la préparation de l'opération Barbarossa (déclenchée le 22 juin 1941) absorbe l'essentiel des ressources. Pour sécuriser les zones pétrolifères de Bakou (l'un des objectifs de « Barbarossa »), la diplomatie s'avère moins coûteuse et finalement, un pacte d'amitié turco-allemand est signé le 18 juin à Ankara.

## Pour le pétrole
« Il s’agit de la prise de Bakou, Maréchal. Sans le pétrole de cette région, la guerre est perdue », disait Hitler au maréchal Erich von Manstein en 1942.
Le Troisième Reich avait tout intérêt à sécuriser la région du Caucase, pour s’assurer les approvisionnements en pétrole car la mondialisation du conflit nécessita beaucoup de besoins en carburant pour les armées allemandes, et du brut pour les usines et les bateaux. Cela était donc une des principales priorités des Allemands. Cependant, le régime considérait Bakou comme un « simple puits de pétrole ». Le théâtre des opérations en Afrique du Nord représentait un enjeu stratégique plus important.

## Planification de l’opération

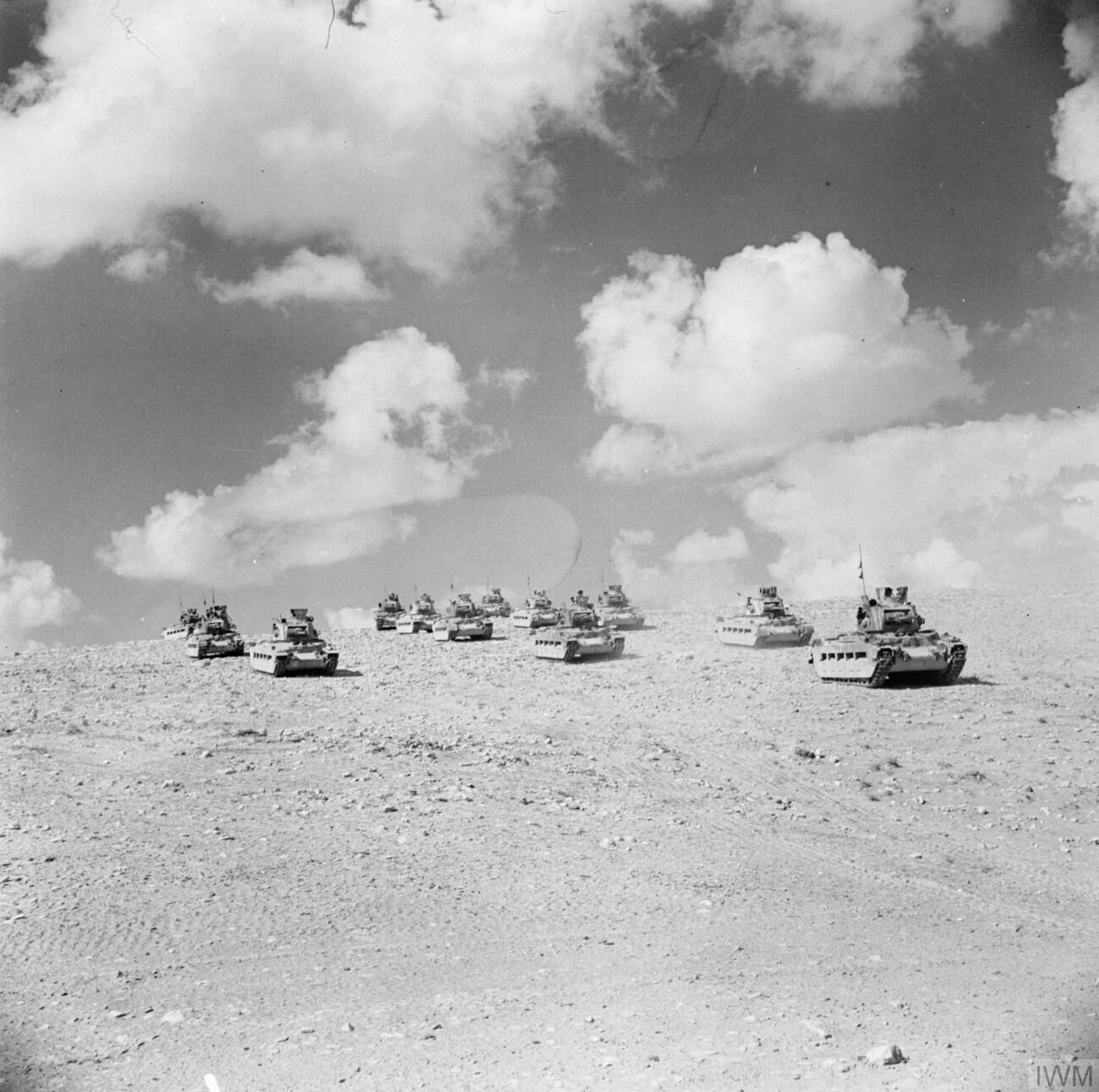
Le pétrole du Moyen-Orient est désormais un mirage pour les allemands du désert fin 1942, ici une formation de chars Matilda en évolution dans le désert de Cyrénaïque.

L’invasion était programmée pour la fin 1942 et devait être terminée en cinq semaines. Initialement, quatre divisions d’infanterie seraient acheminées du Danemark, toutes appuyées par une brigade d’artillerie. Cette armée devrait attaquer par le nord du pays, fer de lance de l’invasion. La Kriegsmarine devrait appuyer l’armée de terre, avec vingt-sept navires positionnés en mer Égée et dans l’archipel du Dodécanèse.
D’autres troupes seraient acheminées de Kavala, en Grèce, d’autres de Bulgarie passant par la mer Noire en direction du nord de la Turquie. Deux forces armées devaient frapper via le Moyen-Orient, depuis la Syrie, le nord de l’Irak et Erevan, en Arménie visant ainsi l’est du pays. La Turquie se retrouverait alors totalement encerclée. Une arrière-garde serait prête à Batoum ainsi que des bombardiers. Ceux-ci décolleraient depuis des bases aériennes de cette même ville du sud-ouest de la Géorgie pour attaquer l’armée turque qui riposterait.

## Opération annulée

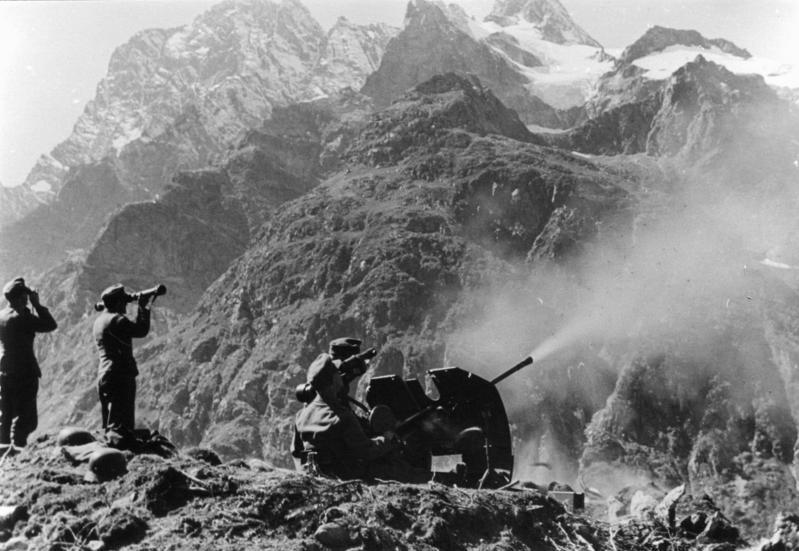
Les troupes de montagnes allemandes dans le Caucase, ici armées d’un canon antiaérien Flak

L’opération Gertrude était sans doute un bon plan, mais elle dépendait d’une domination allemande dans le Caucase au nord, et de l’absence d’opposition à l’ouest.
Lorsqu’Hitler commença à le mettre en œuvre, la bataille de Stalingrad faisait rage et bloquait les Allemands, les troupes du Caucase l’étaient également dans les montagnes, l’Armée rouge déferlait dans le sud et Rommel venait d’être vaincu à El Alamein. Le Führer annula l’opération.

## Sources
- Michael Kerrigan, Les plans secrets de la Seconde Guerre mondiale, Paris, Acropole, 2011